# Spondias purpurea

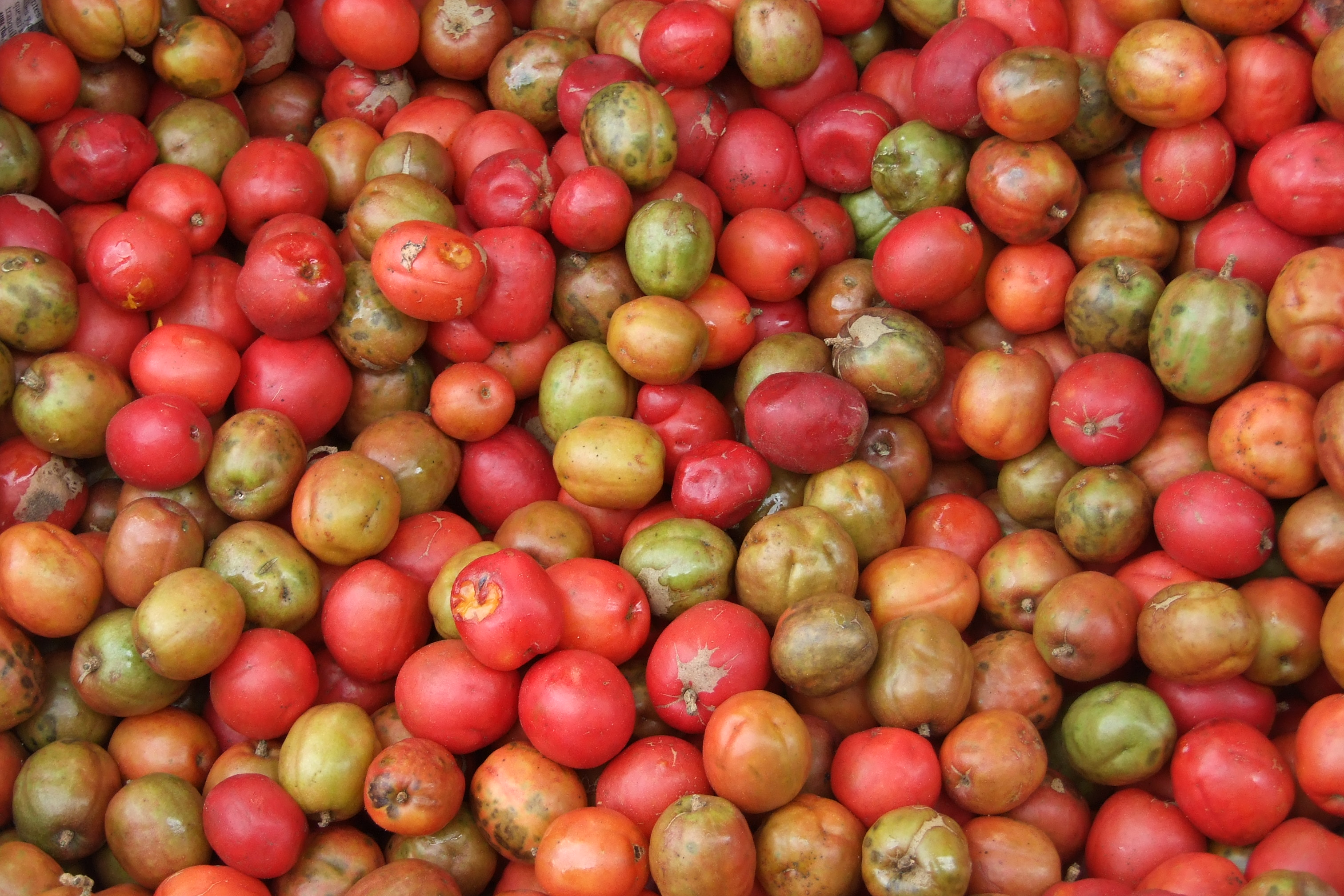
Ciruelas de huesito en Antigua, Guatemala, en una venta ambulante.

Spondias purpurea, llamado abalá, jocote, obo, jobo, xocote, cocota, huhub, ciruela, es un árbol que crece en las zonas tropicales de América, desde México hasta Paraguay. Su fruto es conocido como ciruela.

## Clasificación y descripción
Es un árbol caducifolio, de 3 a 8 m de altura, con un diámetro a la altura del pecho de hasta 80 cm. De tronco corto que se ramifica desde 1 m de altura. Ramas gruesas, retorcidas y quebradizas. Su corteza es rugosa, de color gris plomo a moreno verdoso, a veces con fisuras irregulares y protuberancias con textura de corcho pequeñas o en ocasiones muy grandes, que incluso pueden confundirse con espinas. Hojas alternas, compuestos de foliolos elípticos, de 9 a 25, insertos a uno y otro lado del peciolo, con borde ligeramente ondulado. Las flores son masculinas, femeninas y hermafroditas, se presentan en panículas, son pequeñas y de color rojo o rosado, cáliz diminuto con 5 lóbulos y 5 pétalos. El fruto es una drupa, presente en solitario o en grupos de dos a tres, de color rojo purpúreo, amarillo y naranja, de forma ovoide, de 3 cm de largo por 1.5 de ancho. Su pulpa es de color amarillo, jugosa y agridulce, con un hueso de 0.50 a 0.75 cm de largo, grande, fibroso por fuera, contiene de 1 a 5 semillas, aplanadas, de 12 mm de largo.
Su propagación es por semilla o estaca. Es de crecimiento rápido y alcanza entre 3 y 6 m de altura, aproximadamente. El fruto es una drupa y sus semillas, que no son comestibles ocupan gran parte de la fruta, por lo que la pulpa comestible, de delicado y característico sabor agridulce. Suele desarrollarse perfectamente en suelos pobres. Sus delicados frutos se consumen frescos, cocidos en almíbar o en conserva. En Costa Rica sus frutos se consumen verdes o maduros, así como sus hojas que tienen un sabor ácido y pueden añadirse en ensaladas.

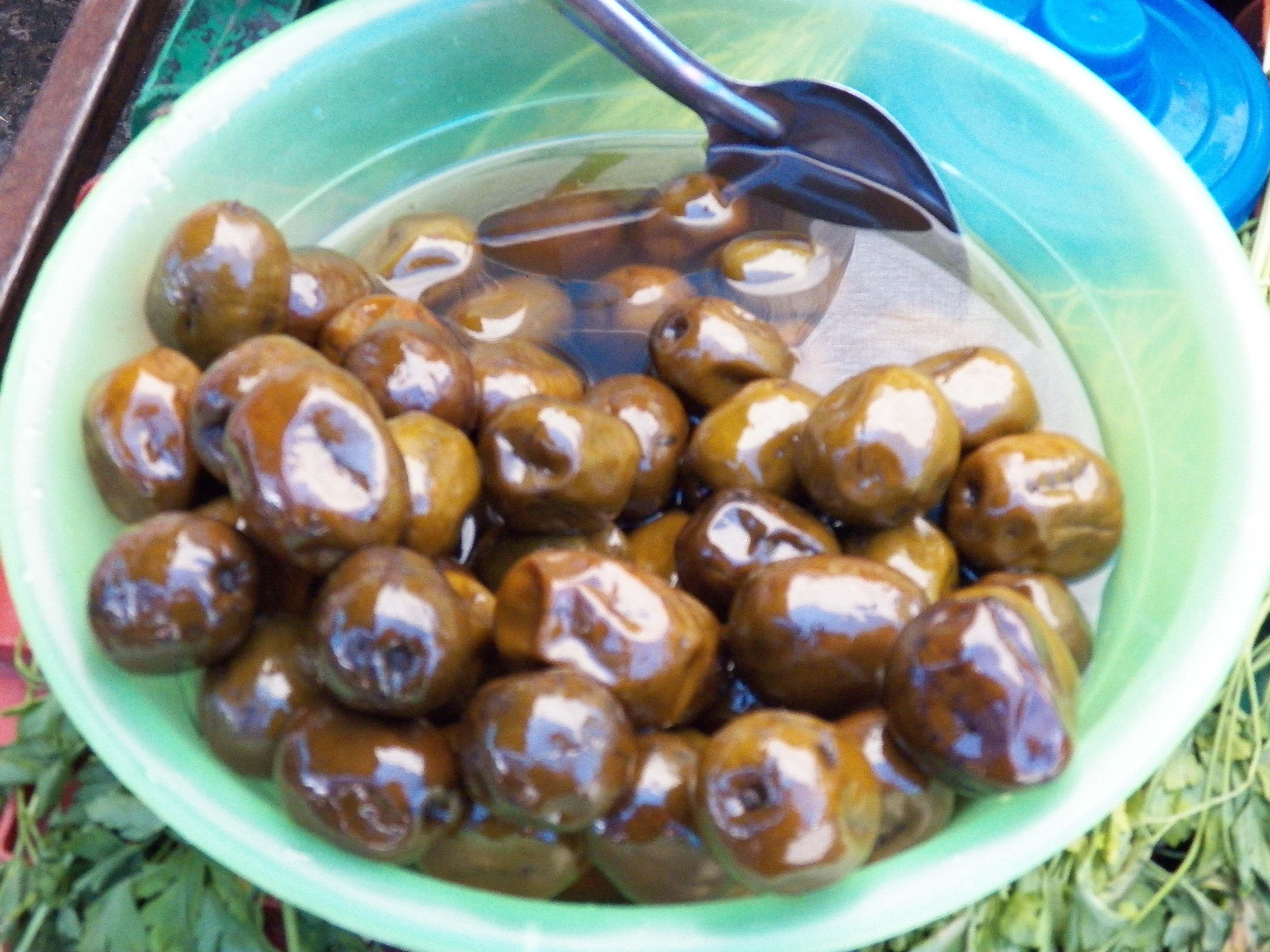
Ciruelas en almíbar, Oaxaca, México.

En el oriente de Venezuela a la variedad de color amarillo y sabor ácido se le hace llamar jobito, yoyomo, jobo o ciruela joba, a la común se le conoce simplemente como ciruela, y una variedad de color verde un poco más grande dulce es conocida como ciruelita.
El oriente de Bolivia, propiamente Puerto Suárez y Puerto Quijarro se la llama "Suka". La variedad roja que se da en la región Costa de Ecuador y en el oriente de Bolivia región de Roboré es llamada ciruela (aunque hay sectores de la población que la llaman cirgüela) debido a uno de sus nombres científicos alternativos, Spondias cirouella Tussac. La variedad amarilla que se da en la parroaquia Ambuquí del cantón Ibarra en Ecuador es llamada ovo por sus habitantes pero en el resto del Ecuador se le llama "hobo". En Costa Rica, Guatemala, El Salvador y Nicaragua se les llama jocotes. En Honduras se conocen por distintos nombres, tanto "ciruela", "jocote" y "tronadora"; siendo el más popular "cirgüela".
En Panamá y el Caribe Colombiano se le conoce como ciruela. En el área de Chiriquí se le llama jobito. Su árbol se utiliza en gran cantidad para cerca de fincas y potreros.
En México se conoce también como ciruela o la variante léxica (cirgüela) (yoyomo) se escucha también en las voces populares de Sonora y Sinaloa. Se pueden encontrar variedades desde el tono rojo hasta el amarillo. La variante amarilla es dulce a diferencia de la roja que es un tanto más acidulce y un poco más pequeña.

## Distribución

Productos a base de ciruela, en Campeche (Colombia)
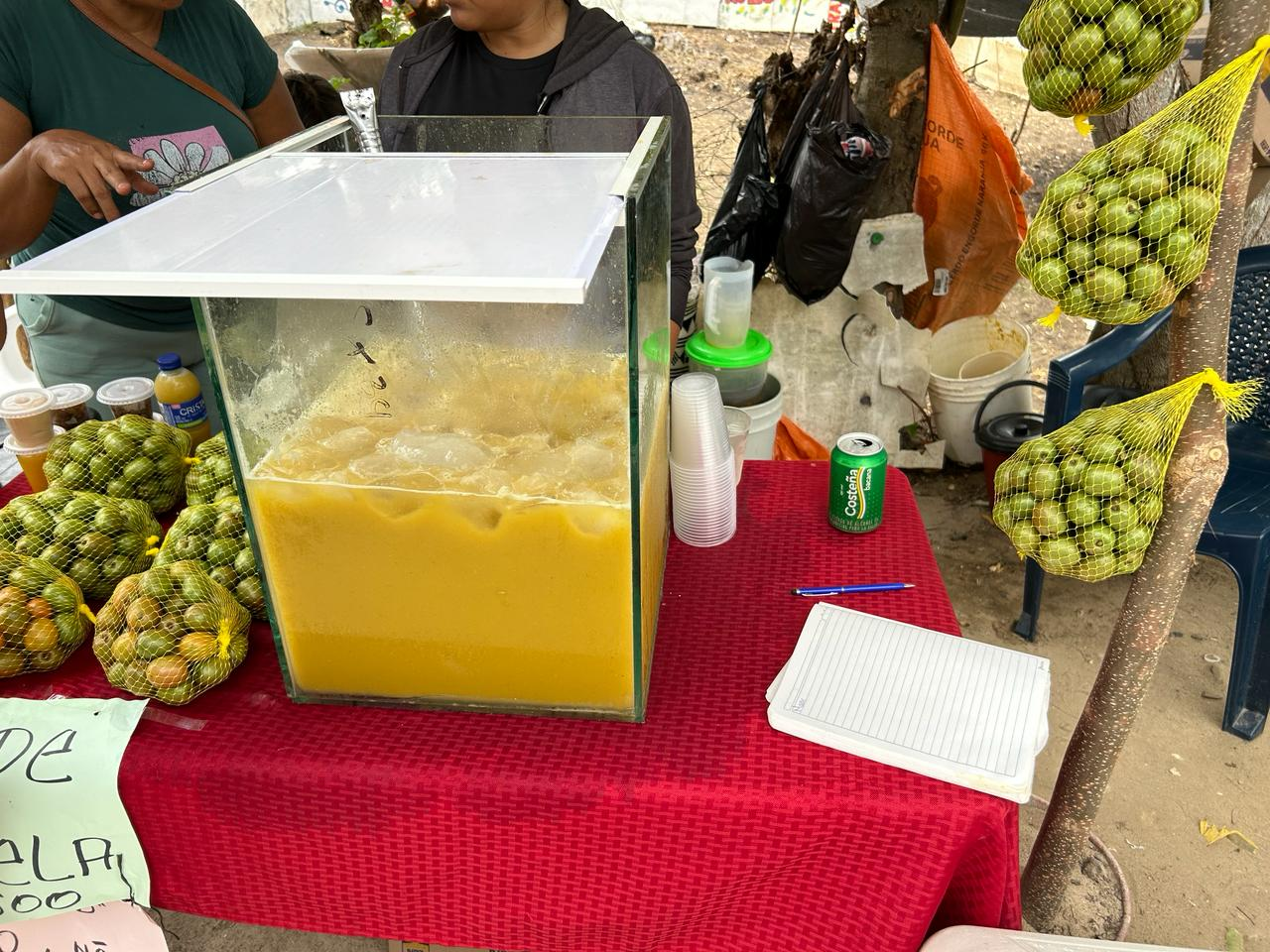
Jugo de ciruela.
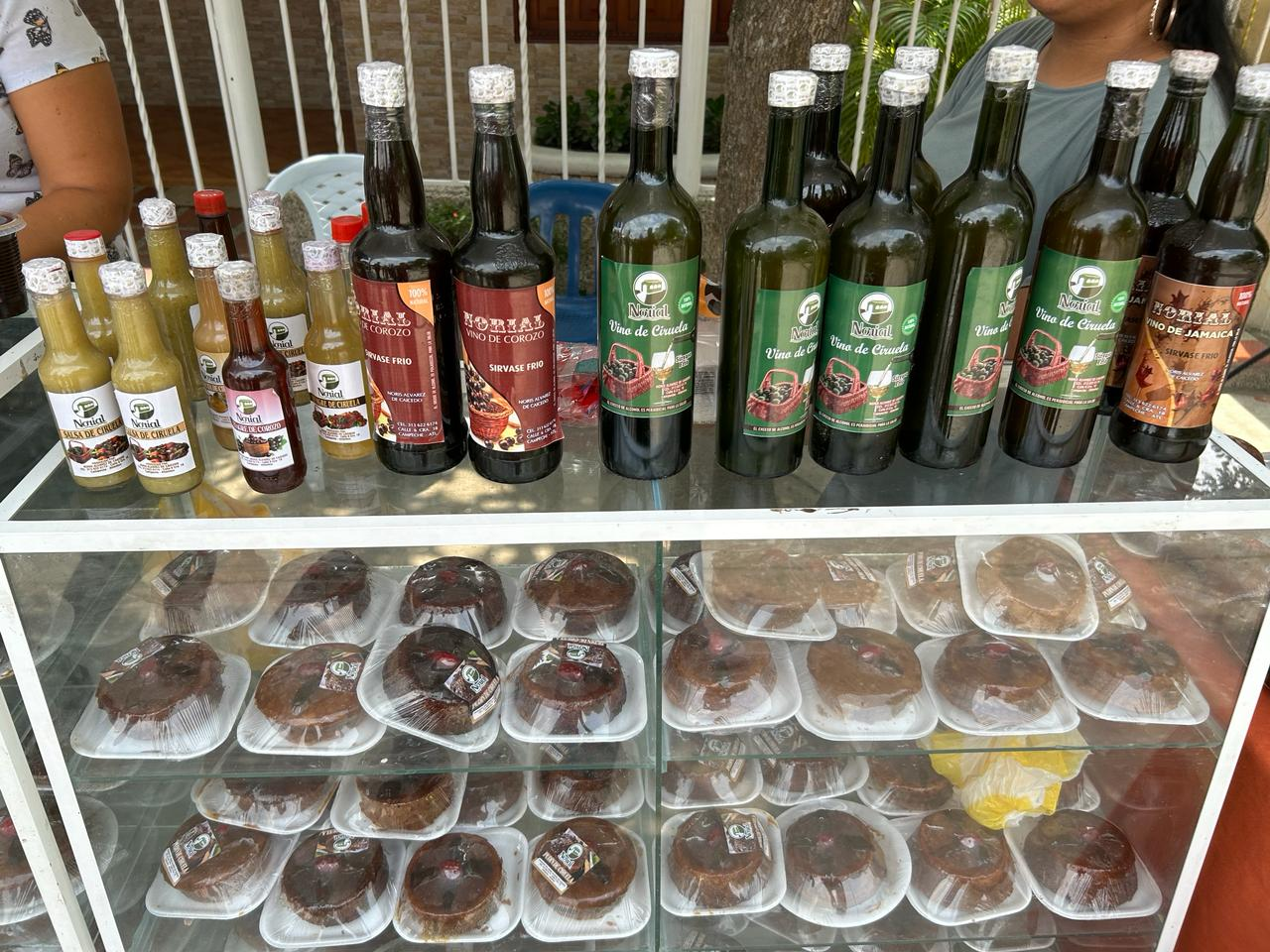
Vino, vinagre y picante de ciruela.
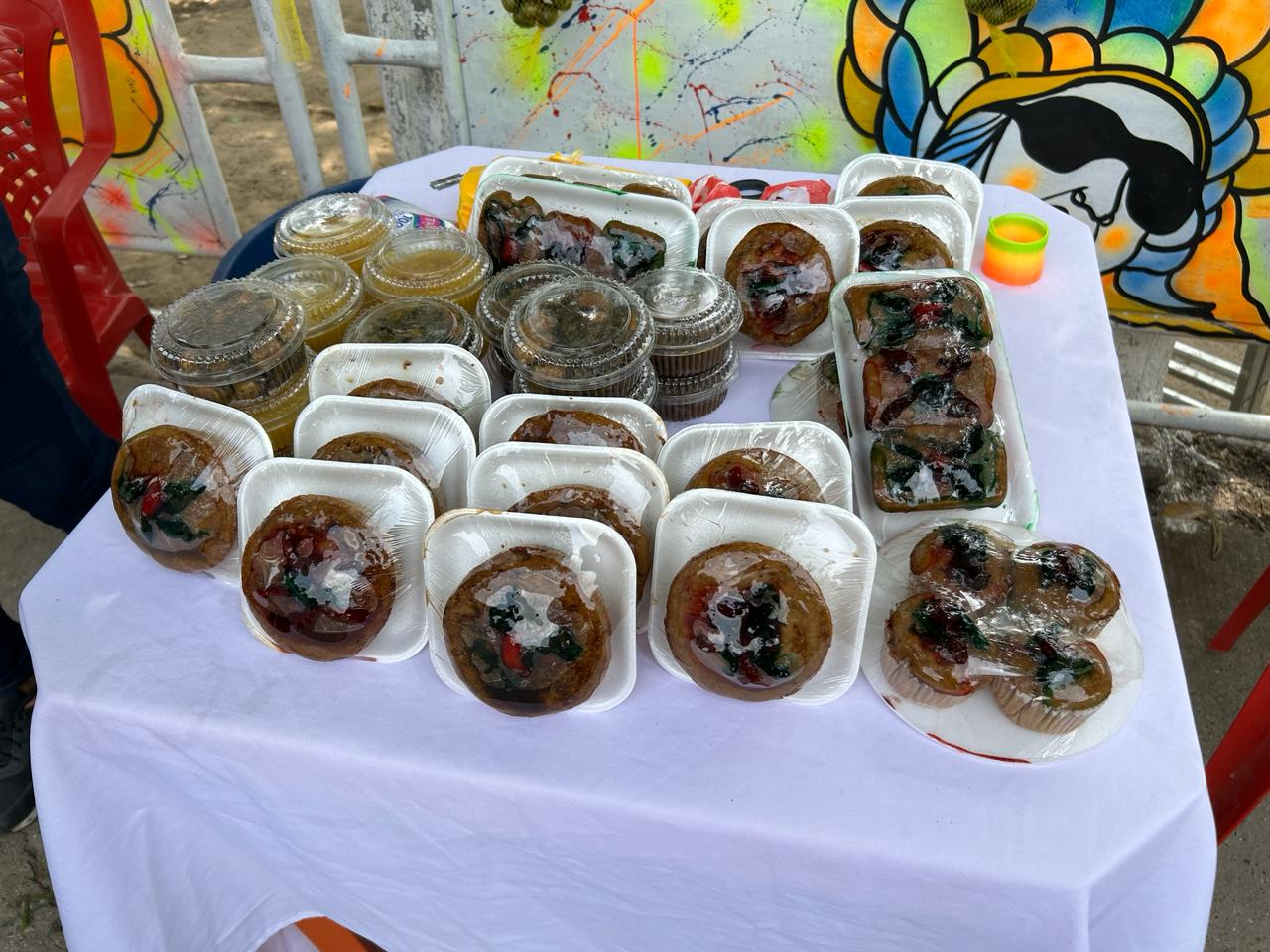
Dulces a base de ciruela.

Originaria de Mesoamérica, especie de amplia distribución, principalmente en la vertiente del Pacífico y la mitad sur de la República Mexicana, abarca los estados de; Sonora, Sinaloa, Nayarit, Colima, Jalisco, Michoacán, Guerrero, Oaxaca, Chiapas, San Luis Potosí, Edo. de México, Morelos, Puebla y vertiente del golfo de México, Veracruz, Tabasco, Campeche Quintana Roo y Yucatán. También se distribuye en todo Centroamérica, en El Salvador sobresalen el cultivo de dos especies, el "Jocote Corona" y el "Jocote de Verano", el de verano se adapta a casi todo el terreno del país dado que la temperaturas ideales son de 24 a 37 °C con excepciones de zonas demasiado frías como el norte del país, mientras que el corona es más selectivo y solo se cultiva en zonas específicas por su rango de temperatura que va de 18 a 28 °C, se cultiva en la parte norte de Perú y Brasil, se ha introducido a los trópicos del Viejo Mundo y se le cultiva en el sur de Florida E.U.

## Hábitat
Forma parte de las selvas bajas caducifolias y subcaducifolias, crece en regiones de baja humedad y durante la estación seca se mantiene sin follaje, crece y se desarrolla en altitudes de 0 a 1800 m s. n. m., con rango de temperatura de 18 a 37 °C y una precipitación de 800 a 1500 mm anuales. Se desarrolla muy bien en suelos profundos y pedregosos con un pH de 5.5 a 7.0.

## Estado de conservación
A la acción del hombre se debe posiblemente el reconocimiento y conservación de las numerosas variantes que presenta esta especie. Aunque estas especies se han introducido al cultivo con fines comerciales, la información de los diferentes genotipos presentes es escasa, debido principalmente a que su cultivo está basado en la agricultura informal como huertos de traspatio, cercas vivas y granjas pequeñas, ya que crece de manera silvestre en zonas de difícil acceso. Las variedades cultivadas se pueden dividir en dos grupos: Jocotes de verano, que fructifican durante la estación seca (diciembre a mayo) y los jocotes de invierno, cuya producción de frutos es de septiembre a diciembre. S. purpurea se encuentra ampliamente distribuida en su zona de origen y no está en ninguna categoría de la norma 059 de la SEMARNAT en México.

## Tabla nutricional
Cada 100g de una porción comestible contiene
| Aporte          | Cantidad estimada                     |
| --------------- | ------------------------------------- |
| Humedad         | De 65.9 a 86.6 g                      |
| Proteína        | De 0.096 a 0.261 g                    |
| Grasa           | De 0.03 a 0.17 g                      |
| Fibra           | De 0.2 a 0.6 g                        |
| Cenizas         | De 0.47 a 1.13 g                      |
| Calcio          | De 6.1 a 23.9 mg                      |
| Fósforo         | De 31.5 a 55.7 mg                     |
| Hierro          | De 0.09 a 1.22 mg                     |
| Caroteno        | De 0.004 a 0.089 mg                   |
| Tiamina         | De 0.033 a 0.103 mg                   |
| Riboflavina     | De 0.014 a 0.049 mg                   |
| Niacina         | De 0.540 a 1.770 mg                   |
| Ácido ascórbico | De 26.4 a 73.0 mg                     |
| Aminoácidos     | mg por cada g de nitrógeno (N = 6.25) |
| Lisina          | 316 mg                                |
| Metionina       | 178 mg                                |
| Treonina        | 219 mg                                |
| Triptófano      | 57 mg                                 |

## Propiedades

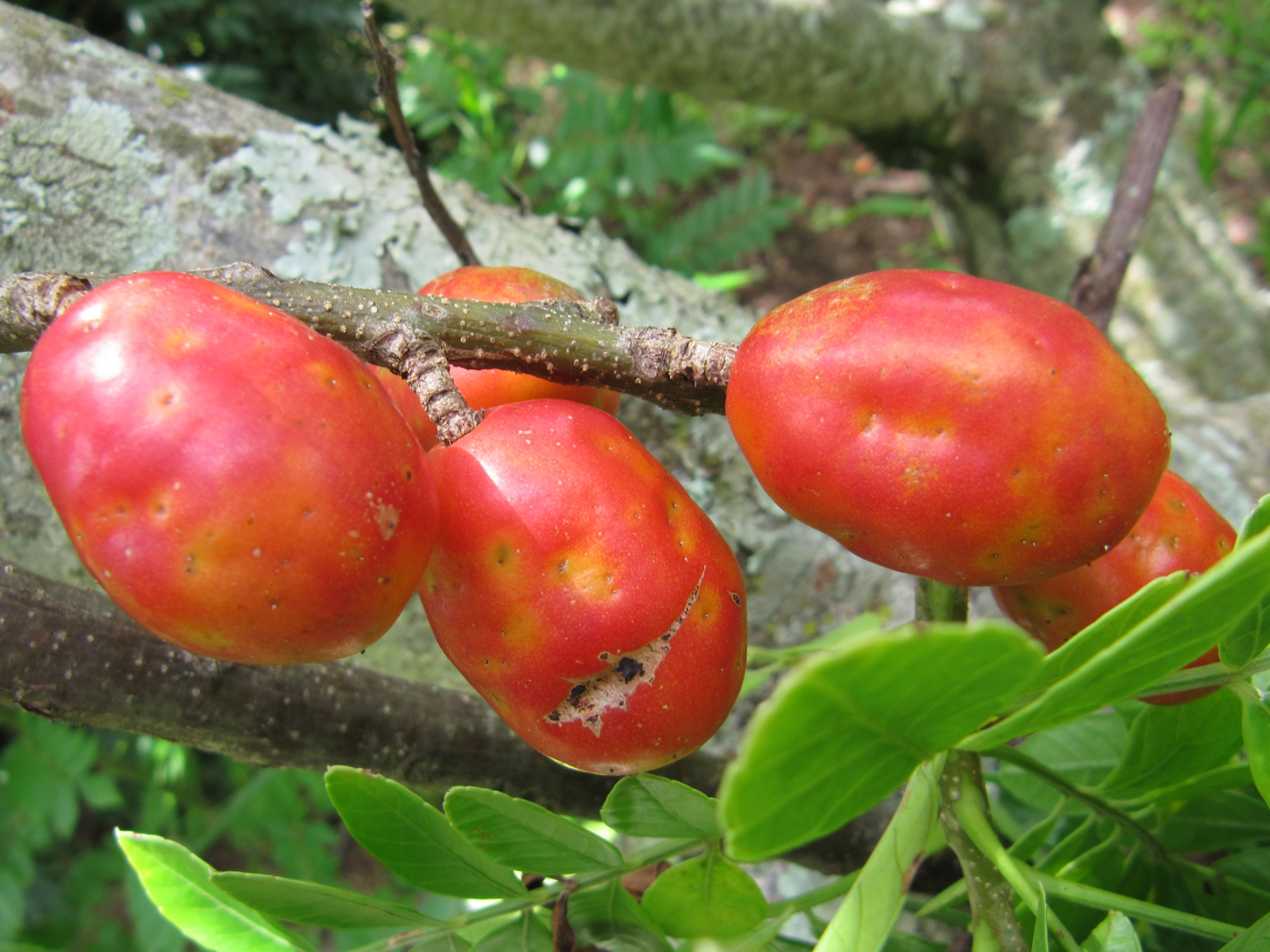
Frutos maduros de Spondias purpurea.

La decocción de la corteza se usa para tratar anemia, afecciones gastrointestinales (amebiasis, diarrea, disentería, dolor de estómago, gastritis) fiebre, litiasis renal, resfrios, conjuntivitis, ictericia, anemia y dolor de riñones.
El cocimiento del fruto se usa para tratar enfermedades renales.
Tópicamente se usa en el tratamiento de úlceras rebeldes, encías inflamadas, sarcopteosis y sarna.
La raíz se usa tópicamente para infecciones, erupciones y cefalea.

## Taxonomía
Spondias purpurea fue descrita por Carlos Linneo y publicado en Species Plantarum, Editio Secunda 1: 613. 1762.

## Nombres comunes

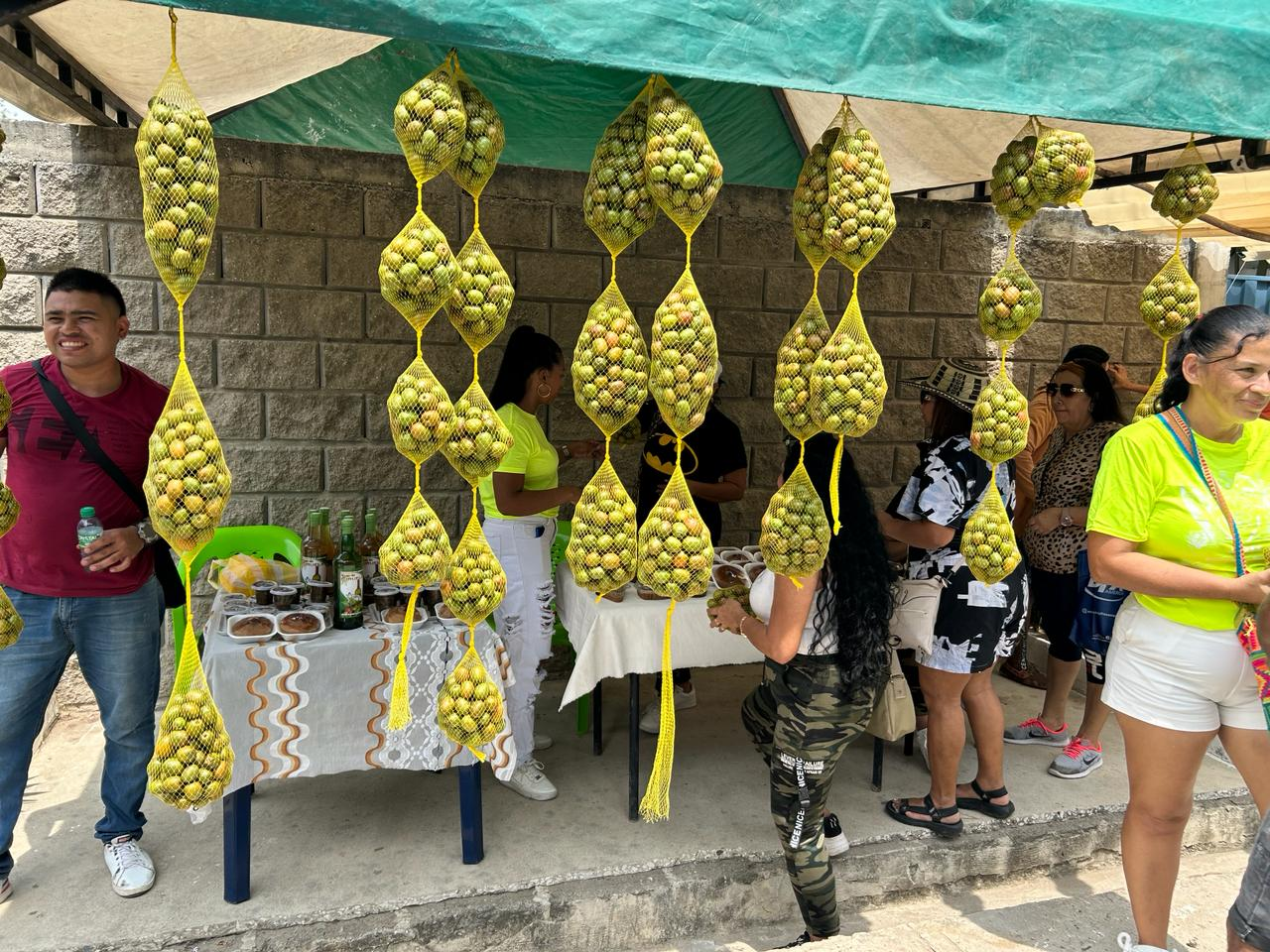
Festival de la Ciruela, Campeche, Colombia.

- En Nicaragua, Costa Rica, El Salvador y Guatemala se le llama "jocote".
- Se le llama "ciruela del país" en México, "ciruela" en Perú y Colombia, "ciruela de huesito" o "ciruela" en Venezuela, "tronadora" en Honduras, "obo" o "jobo" en Ecuador y Colombia.
- En Colombia también se le denomina "ciruela cocota" o "ciruela de tierra caliente".
- Otros nombres son "ciruelo colorado de Cuba", "cirolero colorado de Cuba", "ciruelo cabeza de loro", "jobito", "ciruelo de México".[24]
- El jocote tiene muchas variedades, que reciben nombres distintivos. Por ejemplo, en El Salvador, se distinguen el "jocote amarillo", "jocote barón rojo", "jocote tronador", "jocote de azucarón", "jocote de bajillo", "jocote de corona", "jocote de iguana", "jocote de invierno", "jocote de pava", "jocote de verano", "jocote jobo", "jocote turco" y "pitarrillo".[25]